# Pizza
Pizza [ˈpitsˌa] är en maträtt bestående av ett platt bröd som inför gräddning täckts med olika pålägg – vanligtvis åtminstone tomatsås, ost, ofta mozzarella och örtkryddor, men ofta även grönsaker, kött, fisk, fågel, skaldjur och svamp.
Pizzan som fenomen anses ha italienskt ursprung, särskilt med koppling till Neapel. Under 1900-talet har tillverkningen och försäljningen fått stor internationell spridning, och pizza äts ofta antingen på restaurang (på pizzerior) eller beställd för hemtagning ("takeaway") eller hemleverans alternativt köpt färsk eller fryst i livsmedelsbutik för att sedan gräddas i ugn och ses ofta som snabbmat. Det finns även en del pizzaautomater där man kan köpa pizza.

## Historia
Bröd med fyllning har framställts sedan urminnes tider. Den kan inte enkelt hänföras till ett visst land eller en bestämd region och närbesläktade rätter som flammkuchen/flammekueche eller coca brukar inte kallas pizza. En populär uppfattning är att dagens pizza ingår i det italienska köket och har sitt ursprung i Neapel. Ibland sägs pinsa ha varit en föregångare till pizzan.[källa behövs]

### Etymologi
Ordet "pizza" förekommer för första gången år 997 på medeltidslatin, och det var på 1500-talet i Neapel i nuvarande Italien som det först avsåg ett runt, platt bröd. Man har spekulerat i att latinets verb pìnsere, att trycka, kan ha varit ursprunget. Klassisk grekiska innehåller emellertid orden πικτή (pikte), "jäst bakverk", som på latin blev "picta", och på senlatin pitta (uttalades pittsa), samt πίσσα (pissa eller pitta, ungefär "stampad")  eller ptea (kli och petites, klibröd). En annan teori är att ordet är av germanskt ursprung – eventuellt förmedlat till italienskan via langobarderna – och besläktat med det svenska ordet bit (med betydelsen 'brödbit'). Ordet kan också komma från latinens "pix" som betyder "beck".
I svenska språket är ordet "pizza" belagt sedan 1960-talet.

### Brödet och fyllningen

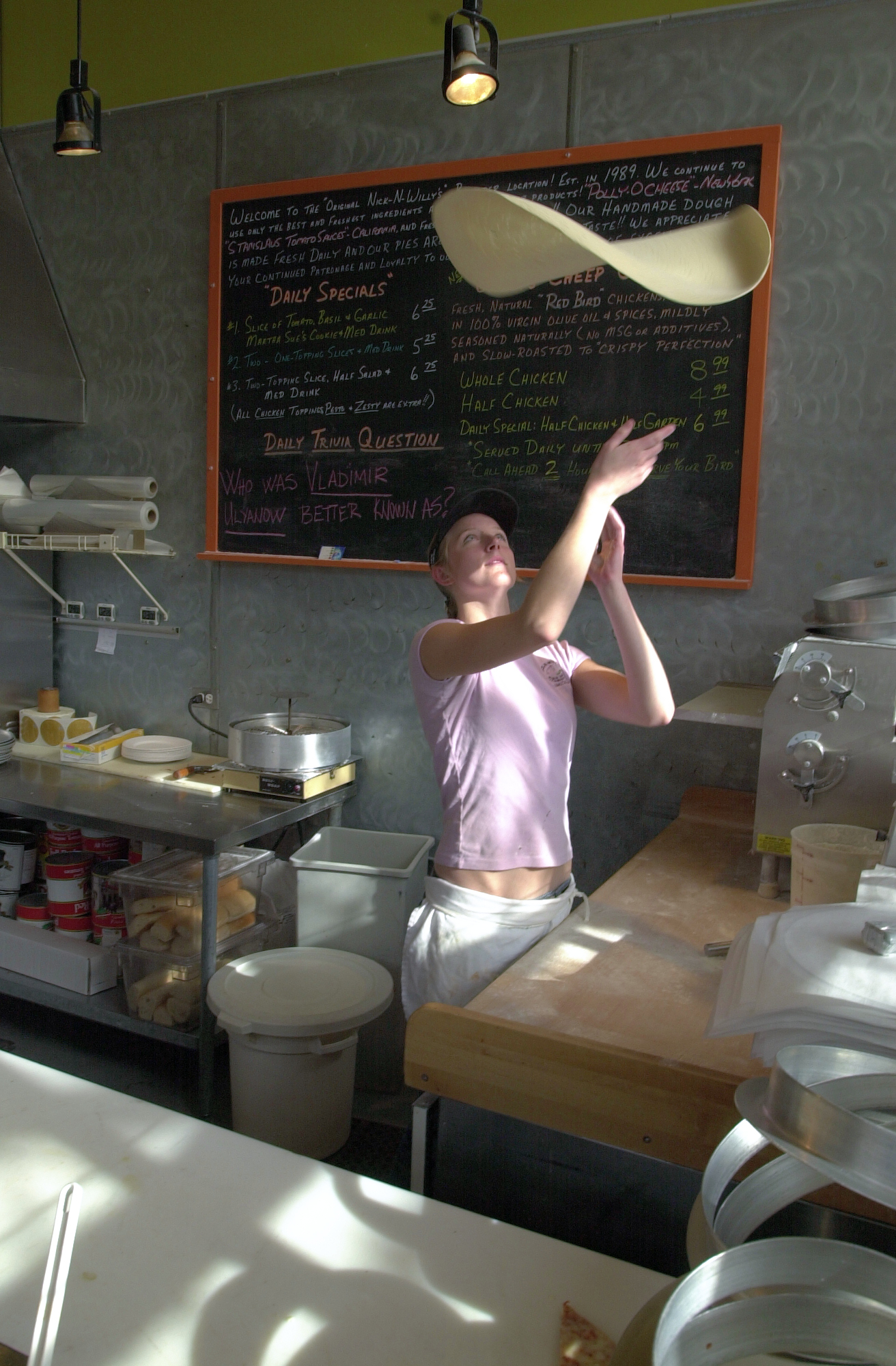

Brödet, utan fyllning, var emellertid känt tusentals år tidigare. Föregångaren till pizzan var förmodligen focaccia, som är ett italienskt bröd som kommer från Ligurien. Focacciadeg liknar pizzadeg till sin struktur och består av mjöl med mycket gluten, matolja, vatten, salt och jäst. Den var känd av etruskerna redan på 800-talet f.Kr. Assyrierna kände redan under andra årtusendet f.Kr. till en liknande framställningsteknik, och även om det bara var ett bröd utan fyllning, så är också det ett slags förfader till pizzan.
Antikens greker fick tidigt – före 500-talet f.Kr. – idén att baka bröd i runda, platta former och därefter lägga till saker på toppen. En kombination av olivolja, gröna blad och vissa kryddor var en favorit. Bladen var typiska för att toppa anrättningen, tillsammans med vissa sorters kött och även dadlar och annan frukt.
Antikens greker hade dock inte tillgång till tomater till tomatsåsen, eftersom tomatplantan härstammar från Peru i Sydamerika och inte började föras till Europa förrän tidigast under 1500- eller 1600-talet. Många ansåg att tomater var giftiga, då de var nyupptäckta bland européer efter spanjorernas utforskande av den nya världen.
Osttillverkningen är av äldre datum i mänsklighetens historia. Ost, baserad på såväl get- som komjölk framställdes 6000 år f.Kr., och arkeologiska bevis för egyptisk ost kan ses på egyptiska gravmålningar, daterade till ca 2000 f.Kr. De tidigaste ostarna var sannolikt ganska sura och salta, med samma smuliga konsistens som dagens rustika keso eller fetaost. Antikens greker hade inte mozzarella. Efter att korsriddare introducerat indiska vattenbufflar i Italien under medeltiden föddes idén om att toppa pizzan med färsk buffelmozzarella.

## Panpizza
Panpizza är en tjockbottnad variant. Beteckningen avser inte några särskilda ingredienser utan betyder att pizzan är gräddad på en ugnsplåt, till exempel i en långpanna. Panpizzan kommer ursprungligen från Toscana i Italien i början av 1900-talet, men populariserades i USA där en variant började tillverkas i Wichita i delstaten Kansas i mitten av 1900-talet.

## Hälsa
Pizza har rykte om sig att vara fet och onyttig mat. Äter man en hel pizza får man vanligtvis i sig mycket kalorier, fett och salt. En starkt bidragande orsak är osten på pizzan. Äter man däremot några bitar pizza som en del av en måltid kan helheten bli bra. Framförallt bör man äta grönsaker med pizzan. Om man dessutom har extra kött, fågel, fisk eller skaldjur på pizzan ökar proteinhalten och mättnadskänslan.

## Pizza i Italien
| Pizza al taglio i Rom. |  | En pizza i en vedeldad pizzaugn. |
| Pizza al taglio i Rom. |  | En pizza i en vedeldad pizzaugn. |

År 1843 beskrev Alexandre Dumas d.ä. olika sorters pizzafyllningar - olja, bacon, fläskkött, ost, tomat och fisk - i sitt verk Le Corricolo där han även refererar till pizza som 'vintermat'.
Enligt en vitt spridd myt skulle pizzavarianten Margherita ha skapats 1889 när bagaren Raffaele Esposito i italienska Neapel inför ett stundande kungabesök komponerade en patriotisk pizza bestående av tomatsås (rött), mozzarellaost (vitt), och basilika (grönt) – färgerna i den italienska flaggan. Esposito skulle därigenom också bli den första att officiellt baka pizza med ost på. Namnet Margherita kommer efter drottning Margherita, kung Umbertos gemål, som under kungabesöket till och med skulle ha ätit denna pizzavariant på Espositos krog. Det "tackbrev" från drottningen som senare visats fram anses dock vara en förfalskning och hela historien ett sätt att marknadsföra affärsrörelsen.
Det exakta händelseförloppet varigenom de många smaksatta tunna bröden i antikens och medeltidens Medelhavsregion blev 1900-talets populära maträtt är inte fullständigt utrett.
Pizzan har en särskild plats i det napolitanska köket. Det var först i mitten av 1900-talet som den blev en allmän del i det italienska köket, efter att först ha blivit mycket populär i USA. Fenomenet har namngivit det sociologiska begreppet pizzaeffekten.
I Italien finns, förutom den vanliga tallriksstora runda varianten, exempelvis minipizza som kallas pizzetta, och fyrkantiga rutor urskurna ur en jättepizza, pizza al taglio – vanliga i Lazio. Ingredienser på pizza i Italien, som i andra länder kan vara mer ovanliga, är bland andra potatis och spenat. Man kan också få en söt bakverksliknande pizza med nutella och maräng (utan tomatsås och ost, men eventuellt toppad med banan).

### Napolitansk pizza
Den 9 februari 2005 fastställdes att Pizza Napoletana var en skyddad ursprungsbeteckning inom Europeiska unionen. Skyddet var av typen "garanterad traditionell specialitet", vilket innebär att tillverkningen måste ske enligt vissa krav men ställer inget krav på var den tillverkas.
En äkta napolitansk pizza ska enligt regler skapade av organisationen Associazione Verace Pizza Napoletano vara rund med en diameter på 30-35 centimeter, ha höga kanter och vara mjuk och elastisk. Degen bestående av vetemjöl, jäst, salt och vatten ska jäsa i olika omgångar och sedan formas platt och rund för hand, utan någon hjälp av kavel eller mekaniska pressar. Ingredienserna måste komma från Kampanien och pizzan ska tillagas i en vedeldad ugn.
Den traditionella napolitanska pizzan finns i två varianter: Pizza Marinara med tomater, vitlök, olivolja och oregano, samt Pizza Margherita med tomater, mozzarella, riven ost, olivolja och basilika.
2017 blev den traditionsrika konsten att tillaga napolitansk pizza utsedd till immateriellt kulturarv av Unesco.

## Pizza i Sverige

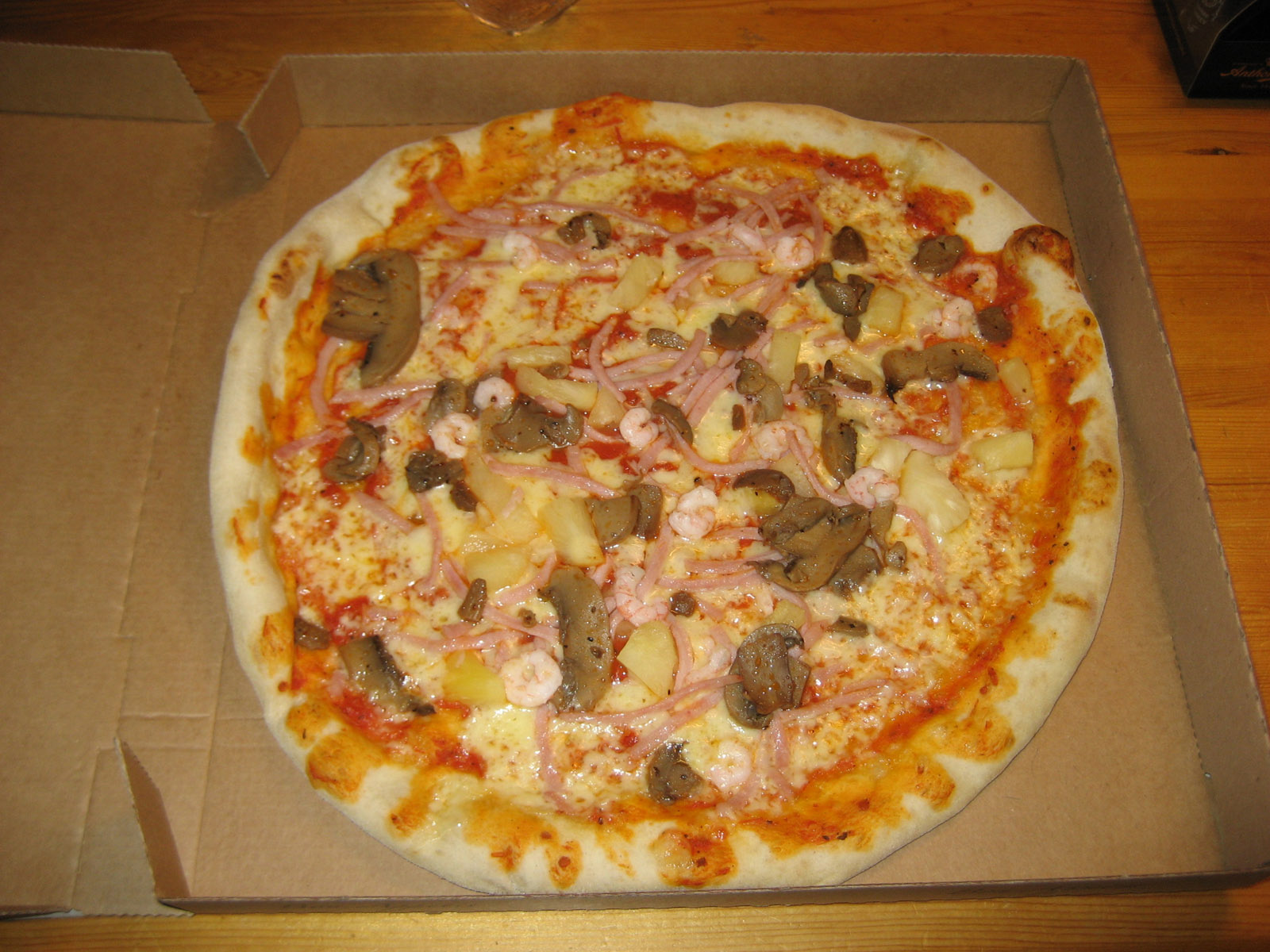
En pizza i en pizzakartong.

### Historia
Det är omdiskuterat vilken restaurang som var först med att servera pizza i Sverige. Vissa hävdar att den första pizzaserveringen öppnades 1947 på Sjöhagen i Västerås. Enligt historien var det 300 anställda italienare vid ett elektronikföretag i Västerås som krävde pizza på menyn när restaurangen öppnade. Andra menar att det var en servering som öppnades av italienaren Luciano Frati 1947 i Stockholm som var först. Restaurang Östergök i Stockholm öppnade 1968 stadens första renodlade pizzeria under namnet Östergöks Pizzeria.
År 1969 öppnades Pizzeria Piazza Opera på Gustav Adolfs torg i Stockholm. Där föddes även idén att servera gratis pizzasallad med pizzan, baserad på vitkål. Ägaren och entreprenören Giuseppe "Peppino" Sperandio tog med sig denna kroatiska sallad från sin barndoms nordöstra Italien, där denna sallad var vanlig. Samma år startade Pinos i Midsommarkransen, en pizzeria som fortfarande (publicerat 2013) finns kvar. Under 1960-talet lockade pizzeriorna främst unga.
Det var under 1970-talet som det stora genomslaget kom. Samtidigt riktades skarp kritik mot pizzan. Lantmännens riksförbunds ordförande ansåg att "palten glömdes bort" och i Svenska Dagbladet skrevs missnöjt om "den utländska pannkaka som presenterat sig som pizza". Dagens Nyheter publicerade en artikel med rubriken "Storlarm om råttfilé" 1973, vilket ledde till att rykten om råttfärs på pizza fick spridning. 1970-talets stora konservtrend resulterade i traditionen med burkchampinjoner på pizza.
Många av de pizzanamn som är kända över hela Sverige, t ex Bussola (italienska för "kompass"), är påhittade av Giuseppe Sperandio och fanns ursprungligen på menyerna på hans pizzerior i Stockholm. Så även om namnen är italienska kan de vara okända som pizzanamn i Italien.
Sperandios dotter beskriver hans experimentlusta med nya pizzavarianter och efter den första vågen med invandrade italienska pizzabagare kom grekiska, jugoslaviska, assyriska och syrianska invandrare att baka pizzor i Sverige och hitta på nya varianter som skilde sig från de konventionella italienska originalen.
Vanligt för pizzor i Sverige är tunn pizzabotten och att blanda olika typer av pålägg, tillbehör och såser ovanpå. I Sverige är det vanligt att äta pizza med kniv och gaffel, även om variationer förekommer. Därför brukar pizza vanligen inte säljas färdigskuren som i vissa andra länder.
Bearnaisesås på pizza är ursprungligen en svensk företeelse. Troligen uppstod traditionen på landsbygdens restauranger som serverade allt möjligt.

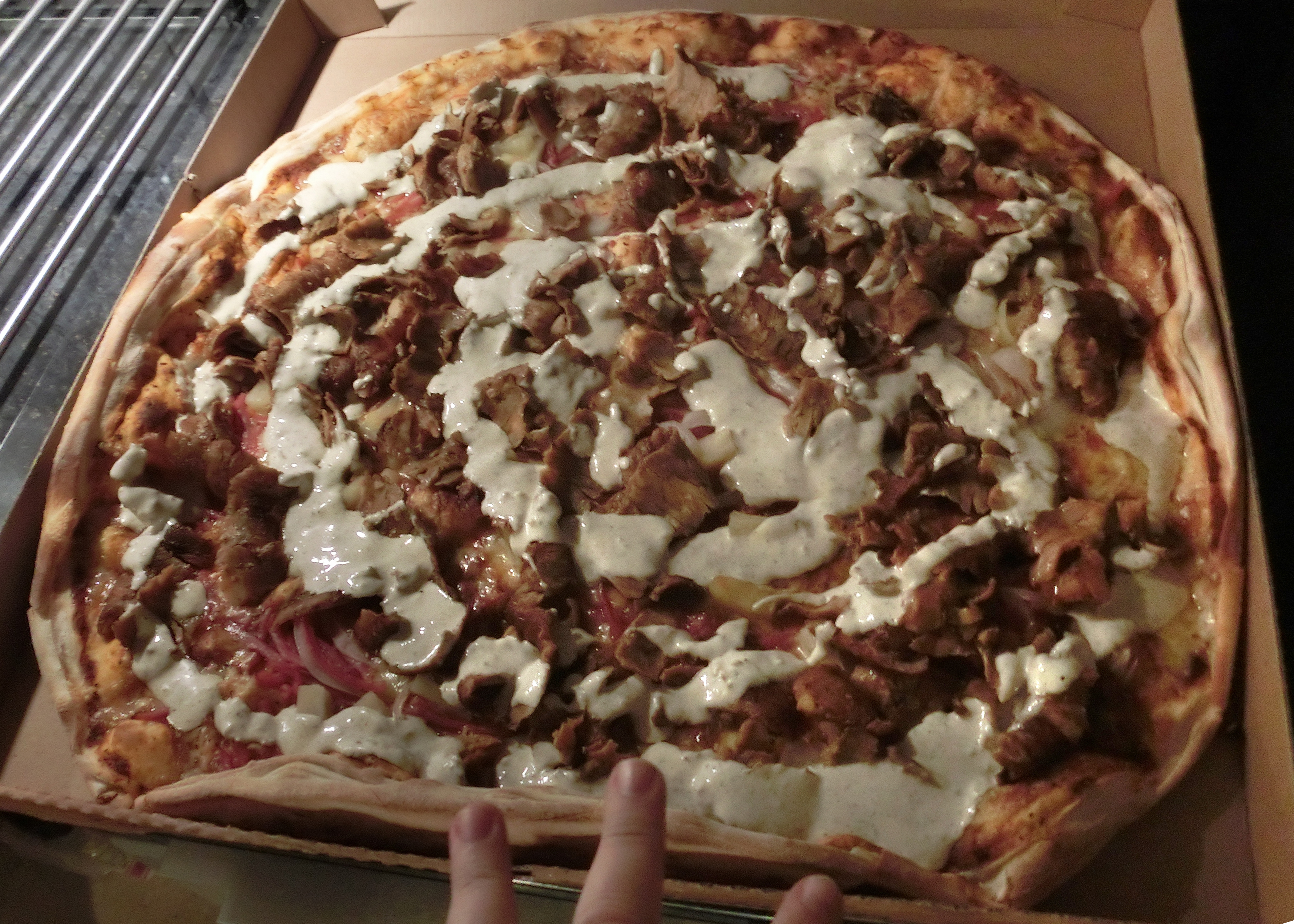
Familjepizza med kebab i Sverige.

Kebabpizzan anses också vara svensk, med inspiration från både det tyska och turkiska köket. Kebabpizzan tros ha uppkommit när många svenska pizzerior började servera den tyska varianten av turkisk kebab och någon kom på idén att kombinera maträtten med pizza.
Bearnaisesåspizza och kebabpizza blev populära under 1980- och 1990-talen. Under 2000-talet har kebabpizzan till och från varit den mest sålda namngivna pizzan i Sverige, i hård konkurrens med Vesuvio.
Skrovmål, en inbakad pizza med en komplett hamburgare och pommes frites inuti, fick sitt genomslag i Sverige 2007. Under mitten av 2010-talet blev det vanligare att pizzor i Sverige toppades med pommes frites. Vulkanpizza anses vara ett annat svenskt påhitt, av en pizzeria i Piteå 2015. Vulkanpizzan innehåller olika fördjupningar som fylls med olika åtskilda pålägg som exempelvis skinka, oxfilé, pommes frites, grönsaker, bacon, salami, bearnaisesås och vitlöksdressing. Den blev rikskänd efter spridning via internet.

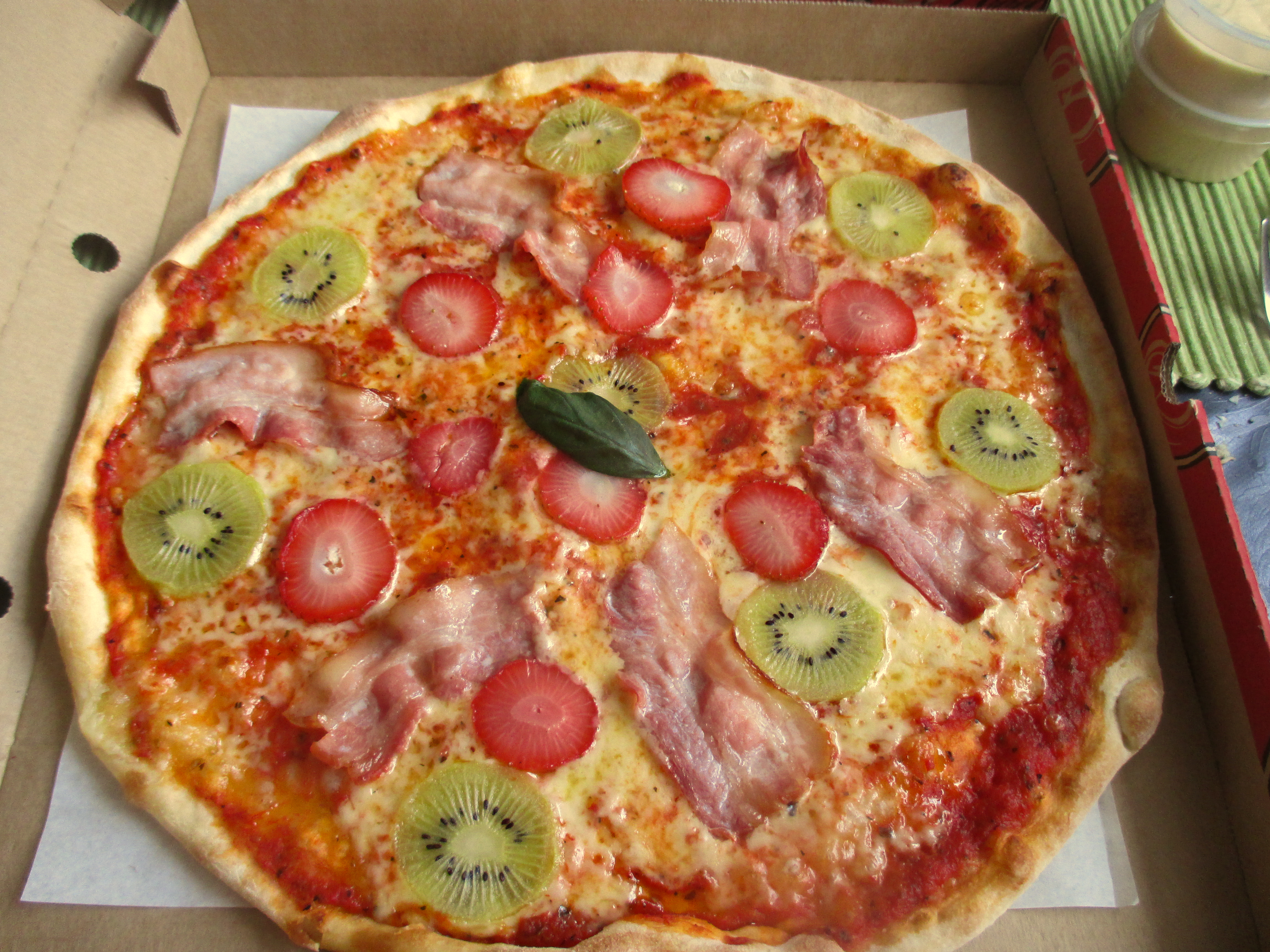
En svensk pizza med bland annat bacon, kiwi och jordgubbar. I övre högerkant skymtar bearnaisesås som tillbehör.

I Sverige kan konventionella pizzor även toppas med söta pizzapålägg som ananas eller banan (eventuellt i kombination med curry). Julen 2019 fick en specialbeställd pizza i Skottorp global uppmärksamhet när den bland annat var toppad med kiwi.
Sverige har cirka 3 500 pizzerior (publicerat 2015). Till skillnad från grannländerna är nästan alla pizzerior i Sverige små familjeföretag och väldigt få tillhör stora kedjor.[källa behövs]

### Statistik
En av de stora hembeställningstjänsterna redovisar årligen Pizzarapporten, med data från tjänsten och egna webbundersökningar. Den visade år 2016 att de tre mest beställda varianterna då var Kebabpizza, Vesuvio och Capricciosa. Den visar också att vanligaste dagen att äta pizza i Sverige är nyårsdagen. Nyårsdagen kallas därför "stora pizzadagen" eller till och med "internationell pizzadagen" även om det är ett i huvudsak svenskt fenomen. Att pizzan fått stark ställning i Sverige på nyårsdagen beror på bland annat på att många andra restauranger är stängda. Det är också en dag då många svenskar är bakfulla, och pizza uppfattas som bra mat då. Dagen innan har många lagat extra festlig och svårlagad mat, och den sena kvällen med  mycket alkoholintag gör att svenskarna är trötta på att laga mat. När det sedan uppfattas som en tradition har tillräckligt många börjat se det som något som hör högtiden till och ska bevaras. Sedan 1995 fram till 2018 har priset på pizza från pizzerior ökat med 73 procent, detta till skillnad från frysta färdigpackade pizzor där priset sjunkit med 6 procent.

## Pizza i USA

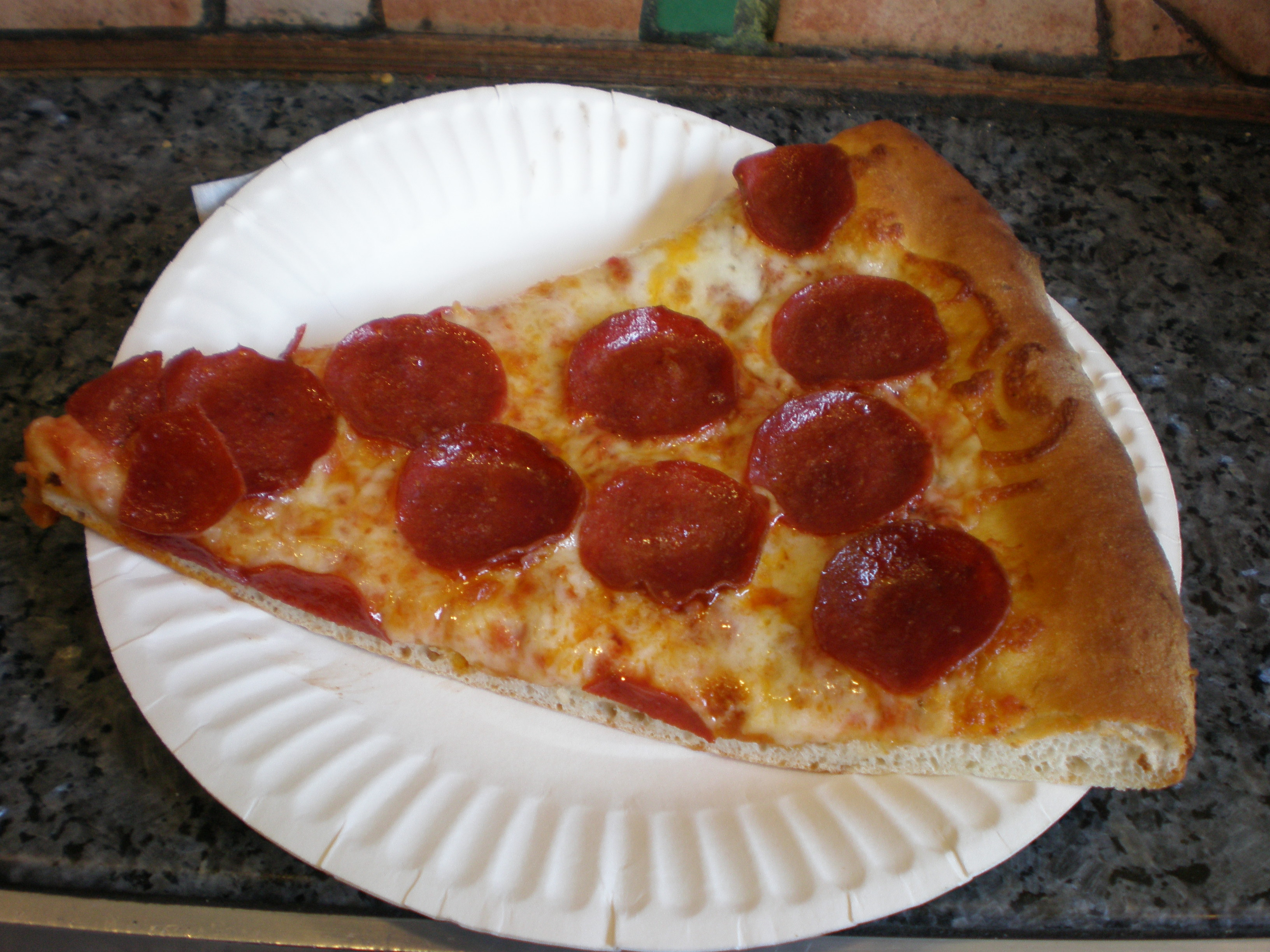
En amerikansk pizzabit, slice, med tomatsås, pepperoni och ost.

Pizzan etablerades i USA med en större våg av italienska immigranter i början av 1900-talet. De bosatte sig i framförallt i storstäderna på USA:s östkust. Den första pizzerian i USA var  Lombardi's som öppnade i Little Italy i New York 1905.
Den spreds över landet och ökade stort i popularitet efter andra världskriget när soldater som varit stationerade i Italien återvände. Då började också flera regionala varianter skapas. Dessa inkluderar New York-pizza, Chicago-pizza, Detroit-pizza och Kalifornsk pizza. New York-pizza är en tunn pizza av neapolitansk typ. Den är stor och mjuk med ganska lite fyllning och serveras ofta i bitar som viks ihop och äts med händerna. Chicago-pizza tillagas i en djup panna, ofta med tjock pizzabotten, som dras upp över kanterna och en pizzasås läggs ovanpå fyllningen och osten innan gräddning. Även Detroit-pizzan är en tjockbottnad panpizza. Den är fyrkantig, enligt traditionen för att den lagades på brickor som var avsedda att hålla reda på smådelar i bilfabrikerna. Den kaliforniska pizzan karaktäriseras av att använder mycket färska grönsaker som fyllning och är inspirerad av det kaliforniska köket.
Den populäraste pizzafyllningen i USA är pepperoni (2011), som är en korv som tagits fram i USA, möjligen av italienska immigranter. Den äts mycket sällan på annat sätt än som pizzafyllning.
Dagligen äter tretton procent av amerikanarna pizza i någon form. Amerikanska intresseföreningen APC, American Pizza Community, som samlar flera pizzakedjor och dryckesbolag har instiftat 9 februari som "nationella pizzadagen". Eftersom pizza klassas som en paj i USA, och det amerikanska ordet "pie" uttalas som Pi uttalas på engelska, är det vanligt att fira även Pi-dagen 14 mars med en pizza.

## Pizza från automat

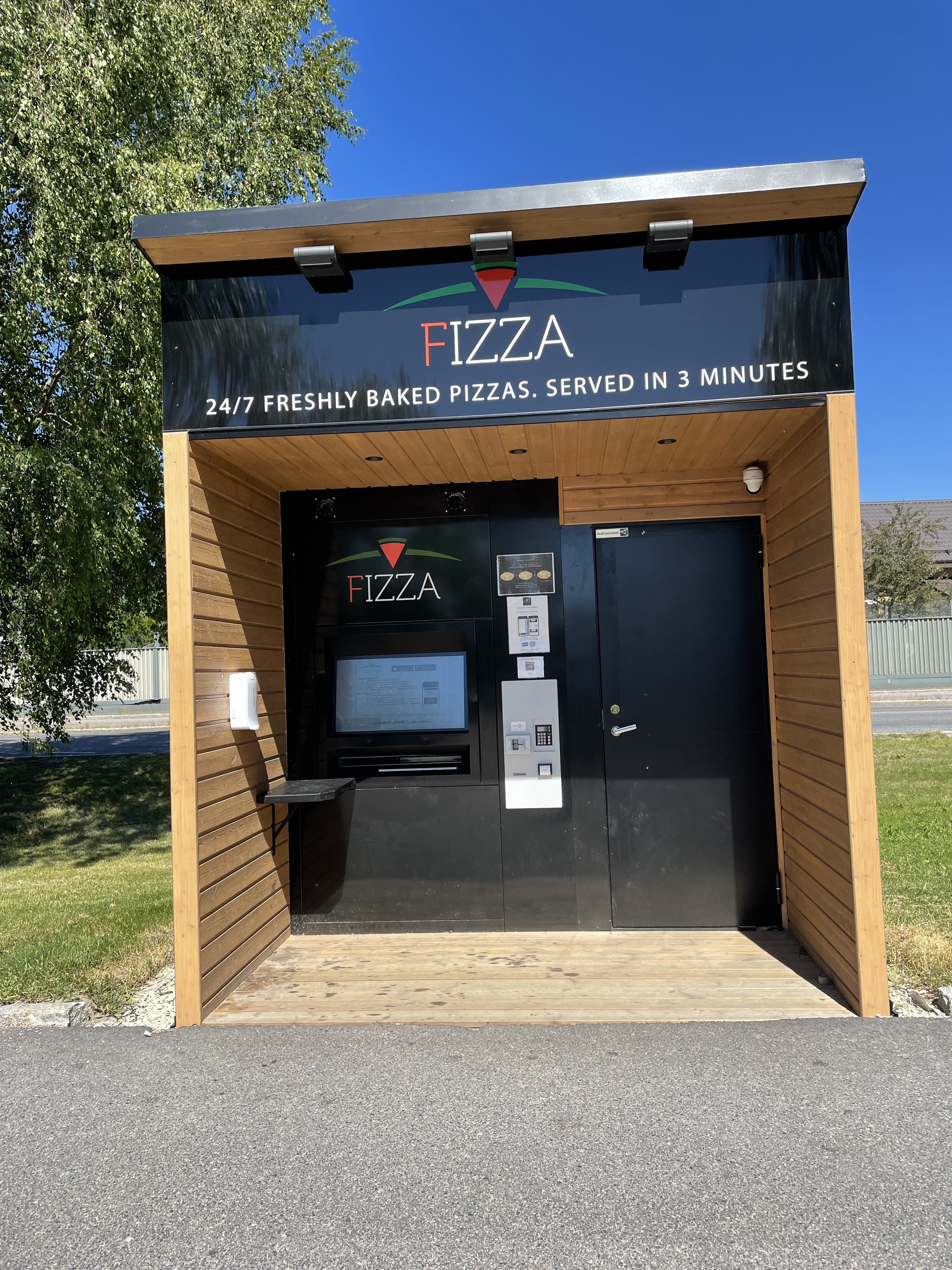
En pizzaautomat (kioskmodell) i Vanda i Finland.

Det finns helautomatiska pizzaautomater där man kan beställa en nygräddad pizza på några minuter. I en variant är automaten fylld med råvaror och sedan bakar en robot pizzan. I en annan variant är automaten fylld med förbakade pizzor som förvaras i automaten och gräddas klart vid beställning. Pizzaautomaten kan automatiskt läsa av när en kyld pizza legat en viss tid och plocka bort den för att förhindra att den blir dålig och utgör en hälsorisk. Typiskt för olika pizzaautomater är att det finns ett begränsat antal pizzasorter att välja bland, ibland kan utbudet bytas ut för att skapa variation. Pizzaautomater finns i olika delar av världen.
Vissa källor menar att den första pizzaautomaten i Sverige installerades i Luleå 2022. En kioskmodell med förbakade pizzor. Andra källor talar om att de första i Sverige installerades 2013 i närheten av Stockholm. Flexibla modeller som särskilt butiker köpte.

## Galleri

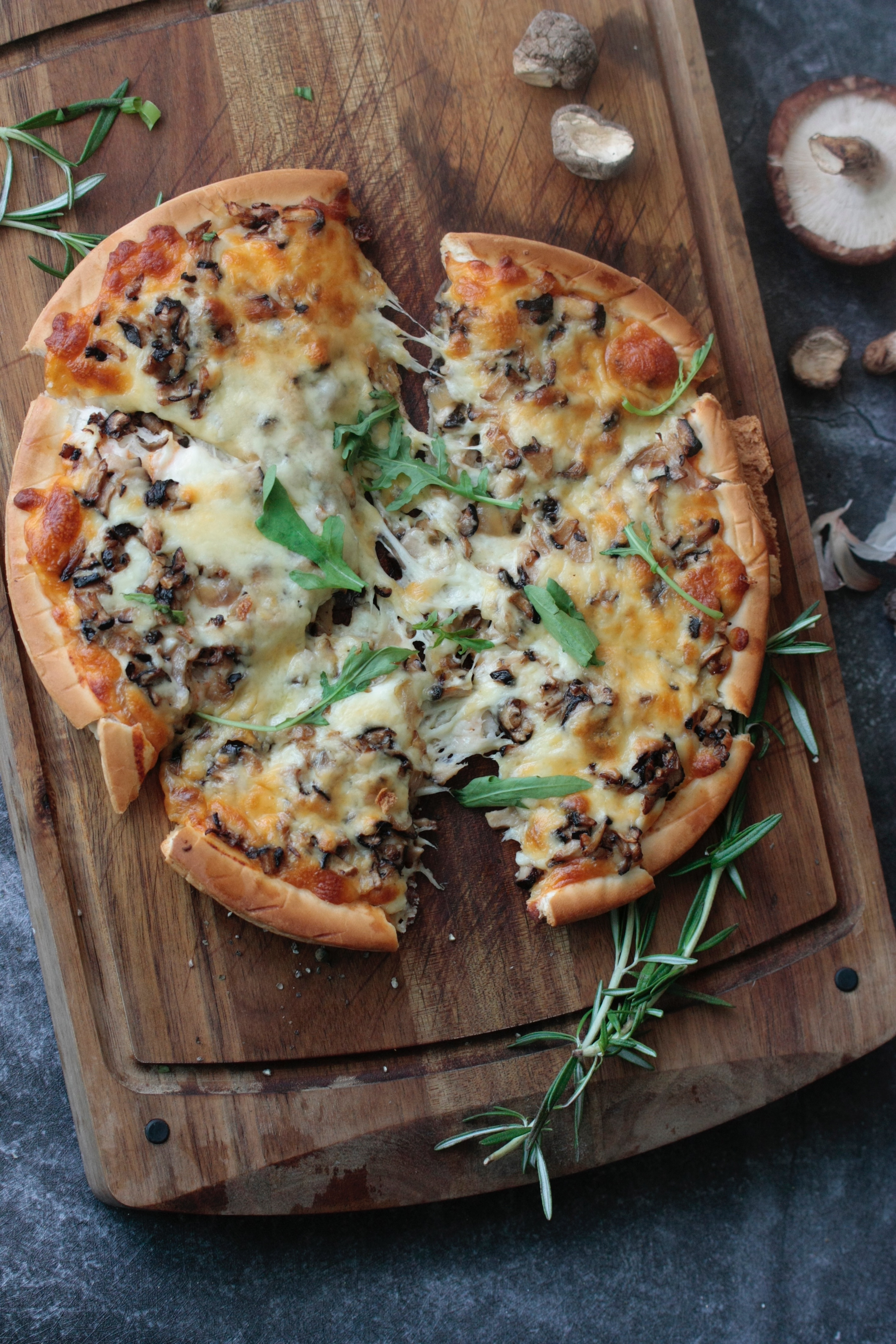
En pizza med ost och svamp på en skärbräda.
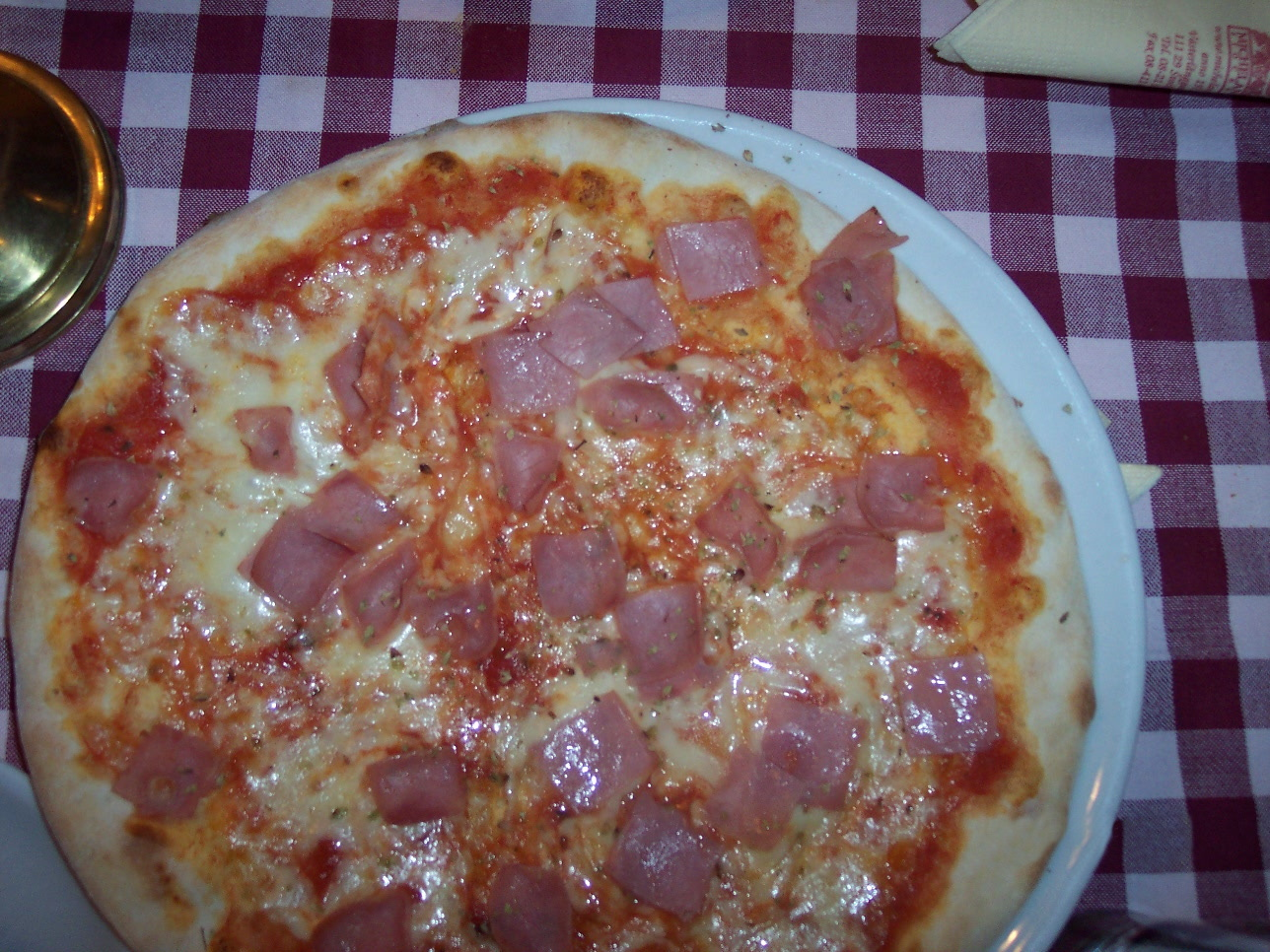
En Vesuvio från en pizzeria i Stockholm.
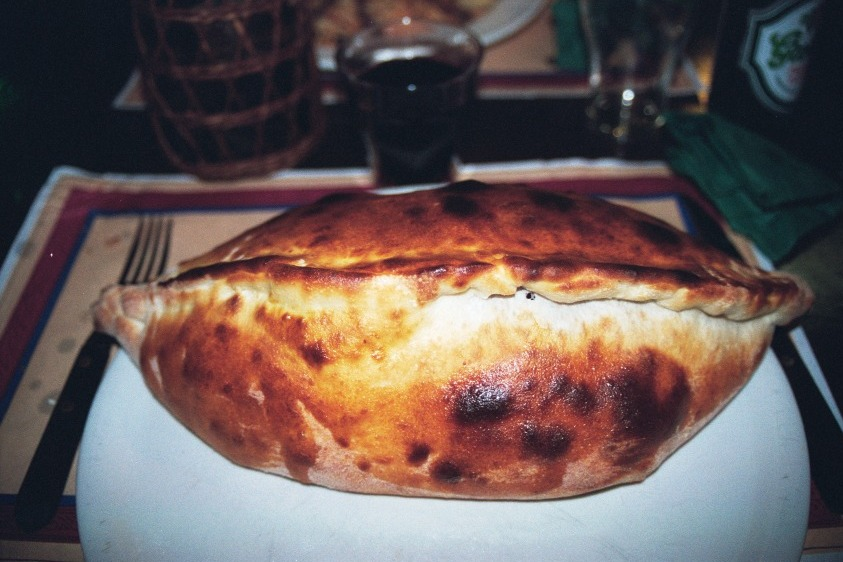
En Calzone.
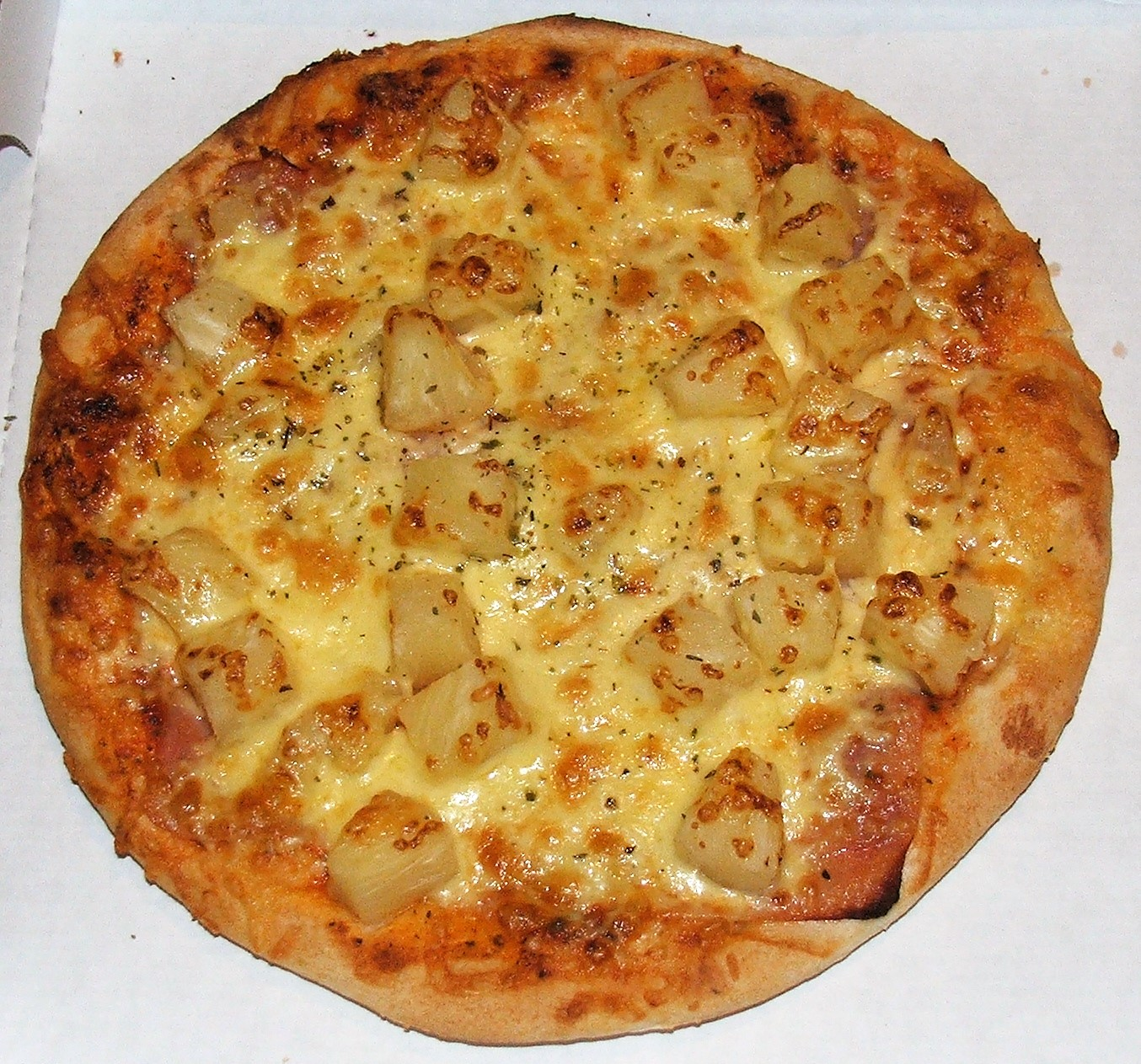
En Hawaii-pizza.